# アントニーノ・ボルツィ

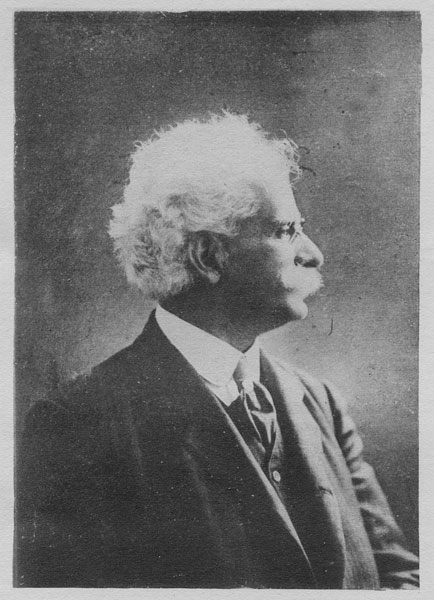
アントニーノ・ボルツィ

アントニーノ・ボルツィ（Antonino Borzì、1852年8月20日 - 1921年8月24日）はイタリアの植物学者である。メッシーナ植物園の園長などを務めた。

## 略歴
メッシーナ県のカストロレアーレで生まれた。ヴァロムブローザ（Vallombrosa）の森林研究所で学び、教授の植物生理学者のフェデリコ・デルピーノから強い影響を受けた。
1879年からメッシーナ大学、1892年からパラレモ大学の植物学の教授を務めた。メッシーナでは、17世紀にカステリ（Pietro Castelli）によって作られたが、スペイン支配化で破壊されたメッシーナ植物園（Orto botanico di Messina）を再建し、 植物学研究所（l'Istituto di Botanica dell'ateneo）を創立した。パレルモでも植物園（Giardino Coloniale）をつくり、植物学研究所の創立に貢献した。1892年から1921年の間、パレルモ植物園の園長を務めた。植物の形態学、植物生理学を専門とした。
ルイージ・ブスカリオーニやピエトロ・ロムアルド・ピロッタらの植物学者と植物学雑誌、"Malpighia"を創刊し、パレルモ植物園紀要を創刊した。
イタリア科学アカデミーやアッカデーミア・デイ・リンチェイの会員に選ばれ、イタリア植物学会の会長も務めた。
スウェーデン語にも堪能で、スウェーデンの小説家、セルマ・ラーゲルレーヴの小説の翻訳も行った。1920年にウプサラ大学から名誉博士号を受けた。
サボテンの属名Borzicactus（Cleistocactusのシノニム）に献名された
。

## 著作
- Studi algologici : saggio di richerche sulla biologia delle alghe. Messina, 1883–1894
- Contribuzioni alla biologia vegetale. Palermo, 1894–1909
- Compendio della flora forestale Italiana : prontuario per la sollecita determinizaione delle pianti forestali indigene all'italia ad uso degli agenti dell'amministrazione dei boschi. Messina, 1885
- Rhizomyxa: Nuovo Ficomicete: Richerche. Messina, 1884
- Le communicazioni intracellulari delle nostochinee. Messina, 1886
- Cultura delle piante da gomma elastica. Palermo, 1905
- Ricerche sulla disseminazione delle piante per mezzo di sauri. Rom, 1911
- Vita, forme, evoluzione nel Regno vegetale.  1915
- Studi sulla Flora o sulla vita delle piante in Libia, Palermo, 1917
- Problemi di filosofia botanica. Rom, 1920